# Valerio Antezza
Valerio Antezza (Matera, 23 marzo 1979) è un hockeista su pista e allenatore di hockey su pista italiano.

## Carriera
Dopo aver compiuto l'intera trafila nelle giovanili del Matera, debutta in Serie A2 nel 1997 con i lucani e l'anno successivo passa alla Roller Salerno in Serie A1, dove rimane per sei anni.
Nel 2003 vince la medaglia di bronzo con la Nazionale italiana ai Mondiali svoltisi in Portogallo; l'anno successivo si trasferisce alla Primavera Prato dove gioca per tre stagioni.
Nel 2007 passa al Bassano 54, dove vince uno scudetto nel campionato 2008-2009 e due edizioni della Supercoppa, e nel 2010 approda al Marzotto Valdagno, vincendo una Supercoppa.
Dal 2011 veste la maglia dell'Amatori Lodi, con cui vince la Coppa Italia di hockey su pista 2011-2012.
Nell'estate 2012 torna a Matera, sua città d'origine, nelle vesti di giocatore-allenatore della Pattinomania Matera.
Nel giugno 2013, viene ufficializzato il suo ingaggio da parte della Meleam Afp Giovinazzo.

## Palmarès

### Competizioni nazionali
- Campionato italiano: 1
  - Bassano Hockey 54: 2008-2009
- Coppa Italia: 1
  - Amatori Lodi: 2011-2012
- Supercoppa italiana di hockey su pista: 3
  - Bassano Hockey 54: 2007, 2009
  - Hockey Marzotto Valdagno: 2010